# 上石津郡

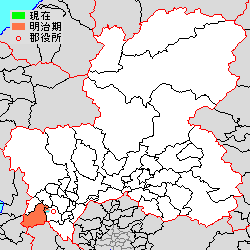
岐阜県上石津郡の位置（水色：後に他郡から編入した区域）

上石津郡（かみいしづぐん）は、岐阜県にあった郡。

## 郡域
1879年（明治12年）に行政区画として発足した当時の郡域は、以下の区域にあたる。
- 大垣市の一部（上石津町各町）
- 養老郡養老町の一部（沢田）

## 歴史

### 郡発足までの沿革
- 「旧高旧領取調帳」に記載されている、石津郡のうち後の本郡域の明治初年時点での支配は以下の通り。幕府領は美濃郡代が管轄。●は村内に寺社領が存在。（37村）

| 知行          | 知行                         | 村数 | 村名                                                     |
| ------------- | ---------------------------- | ---- | -------------------------------------------------------- |
| 幕府領        | 美濃郡代                     | 4村  | 沢田村、高柳古新田、高柳新田、小坪新田                   |
| 幕府領 藩領   | 美濃郡代 美濃今尾藩          | 1村  | 牧田村                                                   |
| 藩領          | 美濃大垣藩                   | 1村  | 乙坂村                                                   |
| 藩領          | 尾張藩                       | 1村  | 鍛冶屋村                                                 |
| 藩領 寺社領   | 尾張藩 天喜寺                | 1村  | 一之瀬村                                                 |
| 幕府領 旗本領 | 美濃郡代 別所孫四郎          | 1村  | 多良村(上野村、前夫村、栃谷村、屋敷村、延坂村、谷畑村)   |
| 藩領 旗本領   | 尾張藩 高木監物              | 1村  | 小山瀬村                                                 |
| 旗本領        | 青木九十郎                   | 1村  | 猪尻村                                                   |
| 旗本領        | 青木九十郎 高木弾正          | 1村  | 岩須村                                                   |
| 旗本領        | 青木九十郎 高木監物          | 1村  | 樫原村                                                   |
| 旗本領        | 高木監物                     | 1村  | 馬瀬村                                                   |
| 旗本領        | 高木弾正                     | 7村  | 奥村、北脇村、淵之上村、禰宜村、羽ヶ原村、東山村、山上村 |
| 旗本領        | 高木弾正 高木監物 高木達三郎 | 7村  | 下村、堂之上村、打上村、上村、細野村、時山村、宮村       |
| 旗本領        | 高木監物 高木達三郎          | 1村  | 上原村                                                   |
| 旗本領        | 高木達三郎                   | 3村  | 松之木村、欠之脇村、名及村                               |

- 慶応4年
  - 4月15日（1868年5月7日） - 幕府領・旗本領が笠松裁判所の管轄となる。
  - 閏4月25日（1868年6月15日） - 笠松裁判所の管轄地域が笠松県の管轄となる。
- 明治初年 - 領地替えにより名古屋藩領の一部（福江村・一之瀬村・万寿新田）が笠松県の管轄となる。
- 明治3年12月23日（1871年2月12日） - 高須藩が廃藩。領地は名古屋藩領となる。
- 明治4年
  - 7月14日（1871年8月29日） - 廃藩置県により、藩領が名古屋県、大垣県、今尾県となる。
  - 11月22日（1872年1月2日） - 第1次府県統合により、全域が岐阜県の管轄となる。
- 明治7年（1874年）9月 - 以下の各村の統合等が行われる[3]（32村）
  - 前ヶ瀬村 ← 前夫村、小山瀬村、前夫小山瀬郷[4]
  - 西山村 ← 栃谷村、屋敷村、延坂村
  - 下多良村 ← 北脇村、淵ノ上村、東山村
  - 下山村 ← 下村、山上村
  - 堂之上村が分割して上堂ノ上村・下堂ノ上村となる。
  - 鍛冶屋村が改称して上鍛冶屋村となる。
- 明治8年（1875年）
  - 1月 - 以下の各村の統合が行われる[5]。（24村）
    - 宮村 ← 羽ヶ原村、宮村
    - 禰宜上村 ← 禰宜村、上野村
    - 上多良村 ← 猪尻村、樫原村、下堂ノ上村、名及村、欠之脇村
    - 三ツ里村 ← 馬瀬村、松之木村、岩須村

  - 11月 - 高柳古新田・高柳新田・小坪新田が安八郡大牧村と合併して多芸郡大巻村となる。（21村）

### 郡発足後の沿革
- 明治12年（1879年）2月18日 - 郡区町村編制法の岐阜県での施行により、行政区画としての上石津郡が発足。「多芸上石津郡役所」が多芸郡島田村に設置され、同郡とともに管轄。
- 明治22年（1889年）7月1日 - 町村制の施行により、冠村、時山村、多良村、牧田村、沢田村、一之瀬村、桜井村、乙坂村が発足。それにともない以下の変更が行われる。（8村）
  - 冠村 ← 下山村、打上村、上堂ノ上村、上村、細野村
  - 多良村 ← 宮村、禰宜上村、奥村、谷畑村、上鍛冶屋村、下多良村、上原村、三ツ里村、上多良村、前ヶ瀬村、西山村
  - 多芸郡桜井村の所属郡が本郡に変更。
- 明治23年（1890年）3月24日 - 冠村が改称して時村となる。
- 明治30年（1897年）4月1日 - 郡制の施行のため、「多芸上石津郡役所」の管轄区域をもって養老郡が発足。同日上石津郡廃止。

## 行政
多芸・上石津郡長
| 代 | 氏名 | 就任年月日                | 退任年月日                | 備考                             |
| -- | ---- | ------------------------- | ------------------------- | -------------------------------- |
| 1  |      | 明治12年（1879年）2月18日 |                           |                                  |
|    |      |                           | 明治30年（1897年）3月31日 | 多芸郡との合併により上石津郡廃止 |